# 기 (지질학)
기(紀, peroid)는 지질학적인 역사에 있어 누대(eon)와 대(era)의 아래에 존재하는 시간개념으로, 대개 수백만에서 수천만년에 해당한다. 기별 분류는 현재에 해당하는 현생누대 신생대 제4기로부터 약 25억년 전에 해당하는 원생누대 고원생대 시데리아기에 이르며, 그보다 이른 시생누대 이전에는 분류가 확립되어 있지 않다.